# Steve Albini
Steven Frank Albini, detto Steve (Pasadena, 22 luglio 1962 – Chicago, 7 maggio 2024), è stato un produttore discografico, chitarrista, cantante, ingegnere del suono e critico musicale statunitense.
Ebbe una grande influenza per il suo innovativo approccio alla produzione musicale, in particolare nel rock alternativo americano. In oltre quarant'anni di attività produsse album di importanti artisti come Nirvana, Pixies, Breeders, PJ Harvey e Slint. Come musicista e cantante fu poi il front man di band come Big Black, Rapeman e Shellac. Fondò inoltre la Electrical Audio, una società avente in gestione due studi di registrazione a Chicago, impostasi come una delle più importanti realtà del rock indipendente.

## Biografia
(Kim Gordon, "Village Voice", autunno 1988)
Nacque in California da immigrati torinesi e crebbe nel Montana. A 18 anni si trasferì a Chicago per studiare giornalismo alla Northwestern University e in breve tempo divenne un punto di riferimento della locale scena hardcore punk e poi post hardcore, che contribuì in modo determinante a creare.
Nel 1981 si legò da membro esterno ai Naked Raygun. L'anno successivo fondò i Big Black, gruppo seminale per l'evoluzione di generi come il post-hardcore, il noise e l'industrial. Nella seconda metà degli anni ottanta formò i Rapeman e successivamente gli Shellac.
Fin dall'inizio affiancò alla sua attività da musicista quella di produttore musicale, anche se Albini non gradì mai questa definizione preferendo essere indicato come recording engineer. Contrariamente alla norma, Albini non ricevette mai alcuna royalty per le sue incisioni. Albini stimò la sua apparizione come tecnico del suono in oltre 1500 album.
Secondo Albini, far entrare il produttore nelle sessioni di registrazione distrugge spesso il lavoro del gruppo, in quanto dovrebbe semplicemente occuparsi di risolvere eventuali problemi e di "catturare" il suono migliore, non di controllare l'opera degli artisti dal punto di vista musicale. Ciononostante, il "tocco" produttivo di Albini presenta della caratteristiche ricorrenti così peculiari (voce mixata insolitamente bassa, basso predominante sulla chitarra, ripresa ambientale della batteria, utilizzo di riverberi naturali catturati da una moltitudine di microfoni vintage) da risultare inconfondibile, quasi un marchio di fabbrica. Albini fu inoltre uno strenuo detrattore dell'incisione digitale, da lui ritenuta qualitativamente inferiore (arrivò a scrivere sul retro copertina dell'album dei Big Black Songs About Fucking l'emblematica frase "The future belongs to the analog loyalists. Fuck digital"): per questa ragione, lavorò solo ed esclusivamente con procedimenti e supporti analogici.
Il suo approccio chitarristico fu influenzato da tutti gli stili partoriti dal rock. Coi Big Black, Albini mostrò la sua grammatica musicale, fatta di suoni abrasivi, rumori metallici e percussioni industriali. Nei suoi testi, cantati con voce urlata e spesso distorta, Albini descrisse la sua vita, prendendola come esempio di quella di tutti i giovani delle società occidentali, parlando delle ingiustizie subite e della deumanizzazione di ogni soggetto.
In passato fu ampiamente criticato per la decisione di aver dedicato un 45 giri chiamato Il Duce a Benito Mussolini, prodotto ed eseguito con i Big Black, con la raffigurazione sulla copertina dello stesso Mussolini e sullo sfondo un tricolore; all'interno di questo fu incluso come primo brano l'omonima traccia Il Duce. Tuttavia il brano, per ammissione del suo stesso autore (che anzi ribadì con forza le proprie posizioni progressiste e antifasciste), non fu altro che una provocatoria presa in giro del dittatore.
Nel 2013, in occasione del ventennale dell'album In Utero dei Nirvana, all'interno dell'edizione in boxset della ristampa del disco venne inclusa la lettera che Steve Albini scrisse alla band prima di iniziare le registrazioni, lettera rappresentante una sorta di dichiarazione di intenti del produttore.
Guadagnò una famigerata reputazione nel mondo dell'indie per aver criticato aspramente l'industria musicale (come evidenziato nel suo discusso saggio del 1993 The Problem With Music), ma anche gli stessi festival "alternativi" (come il celebre Lollapalooza), nonché per i giudizi senza peli sulla lingua spesso riservati a molti suoi illustri colleghi: dai Sonic Youth, colpevoli a suo dire di essersi "venduti", ai Pixies, definiti "una band che al suo meglio fa del blando college rock", fino ai Nirvana liquidati come "i R.E.M. col fuzzbox" e "una versione insignificante del sound di Seattle" (tuttavia, dopo aver lavorato con loro, Albini rivalutò la band ritrattando tali affermazioni). Dichiarò inoltre di non voler mai incidere canzoni pop, ritenendola musica "per bambini e per idioti". Nei suoi ultimi anni si espresse più volte favorevolmente riguardo al download gratuito della musica e sull'idea dei live in streaming a pagamento disse: "sembrano una 'soluzione COVID', che potrebbe portare a una piccola opportunità per espandere il concetto una volta che la pandemia sarà finita. Però a essere onesti mi pare una soluzione inconsistente per sostituire del tutto i concerti".
Oltre alla musica, Albini si interessò molto anche di baseball, di poker e di cucina. Visse a Chicago con la moglie, la regista Heather Whinna. In un'intervista rilasciata nel 2022 dichiarò di essere astemio e di non aver mai fatto uso di droghe. Morì improvvisamente a Chicago il 7 maggio 2024 all'età di 61 anni a causa di un infarto.

## Discografia

### Album in studio
- 1993 - All Right, You Little Bastards! (con Zeni Geva)
- 2020 - Music From the Film Girl on the Third Floor (con Alison Chesley e Tim Midyett)